# Christian Magnus Frederik Moltke
Christian Magnus Frederik greve Moltke (16. oktober 1741 i Stege – 23. november 1813 i København) var en dansk godsejer og officer, far til Adam Gottlob Detlef Moltke og Joachim Moltke.
Magnus Moltke, broder til general Caspar Herman Gottlob Moltke, blev født i Stege 16. oktober 1741 som søn af Adam Gottlob Moltke og Christiane Frederikke von Brüggemann.
I 11 års-alderen trådte han som kornet ind i Hestgarden. Hans avancement gik hurtigt ligesom broderens, og han var både kammerherre og generaladjudant, da han i sit 20. år ved akkord for 14.000 rdl. blev oberst og chef for Holstenske Rytterregiment. 1765 afløste han broderen som deputeret i General-Krigsdirektoriet og ved sin udtrædelse fra dette 1767 som oberstløjtnant i Hestgarden. Året efter blev han under general Andreas Hauchs fraværelse atter deputeret, ved hvilken lejlighed kongen udtalte sin tilfredshed med hans tjenesteiver, der samme år belønnedes med ordenen de l'union parfaite og 1769 med Dannebrogordenen. Johann Friedrich Struensee fik dog Moltke fjernet både fra Generalitetskollegiet, som den militære styrelse nu kaldtes og fra Hestgarden. Efter Struensees fald blev Moltke 1773 generalmajor. Han klagede da over sine uheldige pekuniære forhold og fik derfor tilladelse til at bo på sine godser Nør og Grünwald i Slesvig, som faderen overlod ham 1772. Moltke blev generalløjtnant 1782, men allerede 2 år senere fratrådte han på grund af svagelighed posten som chef for Holstenske Rytterregiment, som han havde haft næsten uafbrudt i 23 år. Han afskedigedes 1808 som general og døde 23. november 1813 i København.
Moltke blev gift 24. juli 1762 med Friederike Elisabeth komtesse Reventlow (1748-1787) fra den holstenske linje Reventlow, datter af ritmester Friedrich Reventlow (1699-1754) og Catharine Margrethe von Thoden (1715-1795)